# Loren P. Waldo

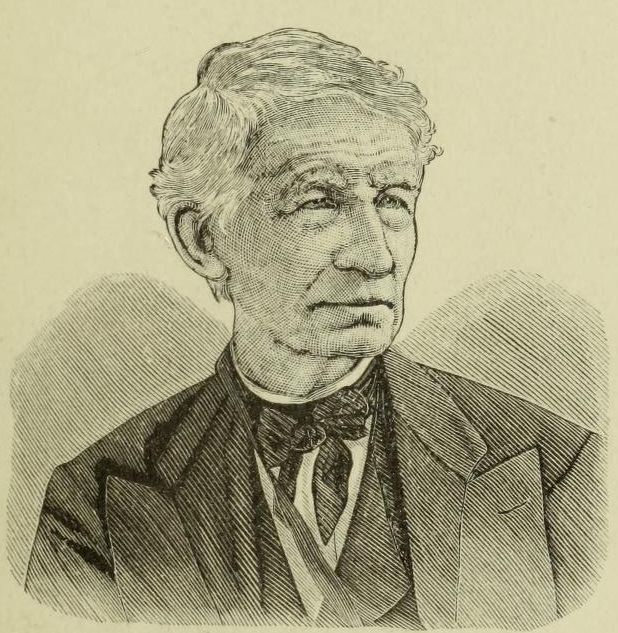
Loren P. Waldo

Loren Pinckney Waldo (* 2. Februar 1802 in Canterbury, Windham County, Connecticut; † 8. September 1881 in Hartford, Connecticut) war ein US-amerikanischer Politiker. Zwischen 1849 und 1851 vertrat er den ersten Wahlbezirk des Bundesstaats Connecticut im US-Repräsentantenhaus.

## Werdegang
Loren Waldo besuchte die öffentlichen Schulen seiner Heimat. Danach arbeitete er selbst als Lehrer und war in der Landwirtschaft tätig. Im Jahr 1823 zog er nach Tolland. Nach einem Jurastudium und seiner im Jahr 1825 erfolgten Zulassung als Rechtsanwalt begann er in Somers in seinem neuen Beruf zu arbeiten. In diesem Ort wurde er auch Schulrat und von 1829 bis 1830 Posthalter. Im Jahr 1830 kehrte er nach Tolland zurück. Waldo war Mitglied der Demokratischen Partei. Zwischen 1832 und 1834 sowie im Jahr 1839 war er Abgeordneter im Repräsentantenhaus von Connecticut. Zwischen 1837 und 1849 arbeitete er als Staatsanwalt. Von 1842 bis 1843 war er gleichzeitig Richter an einem Nachlassgericht. Im Jahr 1847 war Waldo Mitglied einer Kommission zur Überarbeitung der Staatsgesetze. Danach saß er von 1847 bis 1848 nochmals im Repräsentantenhaus von Connecticut.
Bei den Kongresswahlen des Jahres 1848 wurde Waldo im ersten Wahlbezirk von Connecticut in das US-Repräsentantenhaus in Washington, D.C. gewählt, wo er am 4. März 1849 die Nachfolge von James Dixon antrat. Da er bei den Wahlen des Jahres 1850 gegen Charles Chapman von der Whig Party verlor, konnte er bis zum 3. März 1851 nur eine Legislaturperiode im Kongress absolvieren. Während seiner Amtszeit war er Vorsitzender des Ausschusses, der sich mit Abfindungen aus der Revolutionszeit befasste.
Nach dem Ende seiner Zeit im US-Repräsentantenhaus war Waldo mit der Verwaltung des Schulhaushalts des Staates Connecticut betraut. Zwischen 1853 und 1856 arbeitete er für die Bundesregierung unter Präsident Franklin Pierce in der Rentenverwaltung. Von 1856 bis 1863 war Loren Waldo Richter am Superior Court seines Staates. Danach zog er nach Hartford, wo er als Rechtsanwalt praktizierte. Im Jahr 1864 war er erneut Mitglied einer Kommission zur Überarbeitung der Staatsgesetze. Loren Waldo starb im Jahr 1881 in Hartford, wo er auch beigesetzt wurde. Er war mit Frances E. Eldridge (1806–1874) verheiratet, mit der er mindestens drei Kinder hatte.